# 2019冠状病毒病广西壮族自治区疫情
2019冠状病毒病广西壮族自治区疫情，介绍2019冠状病毒病疫情中，在中华人民共和国广西壮族自治区发生的情况。

## 时间轴
以下數據皆由广西壮族自治区衛生健康委員會通報。

### 2020年1月下旬
2020年1月21日早上通報，北海市發現一名來自武漢的遊客出現發熱等症狀，患者已在定點醫院隔離治療，病情穩定。
1月21日晚上通報，梧州市报告1例疑似病例，患者发病前接触过来自武汉的人员，过后出现发热症状。患者已在定点医院隔离治疗，病情稳定。
1月22日，通報以上2宗懷疑個案當日確認為確診病例。此外，柳州市新增疑似病例1例。所有病例均有武汉工作史、居住史或武汉病例密切接触史。目前3名患者在定点医疗机构隔离诊治，病情稳定。对全部63名密切接触者实施医学观察，目前未发现发热等相关症状。
1月23日，通報新增3例。新增2男1女，均為武漢市民或長居武漢，年齡介乎49-63歲，2例北海就診，1例柳州就診。
1月24日，通報新增8例。
1月25日，通報新增10例。其中一个感染者係2歲女童。同日，媒体报道称，1月21日由南宁往昆明的D3937次列车的7号车厢的一名乘客，经百色市医疗机构诊断，已确诊为新型冠状病毒感染的肺炎病例。
1月26日，通報新增10例，其中南宁市1例、柳州市1例、北海市1例、百色市1例、桂林市5例、梧州市1例。
1月27日，通報新增确诊13例，其中南宁市4例、桂林市3例、柳州市2例、北海市2例、防城港市1例、玉林市1例。
1月28日，通報新增确诊5例，其中北海2例、梧州2例、桂林1例。同日，广西壮族自治区新型冠状病毒感染的肺炎防控指挥部发布紧急通知，有23名感染患者乘坐9趟列车及8班飞机，并要求同乘人员返家后暂不要外出。广西有2例新型冠状病毒感染的肺炎确诊病例患者治愈出院。
1月29日，通報新增确诊7例，其中南宁2例、北海2例、防城港2例、桂林1例。
1月30日，通報新增确诊20例，其中南宁8例、北海2例、河池2例、柳州4例、桂林2例、钦州1例、贺州1例。
1月31日，通報新增确诊9例，其中柳州市1例，防城港市2例，玉林市2例，河池市1例，南宁市1例，北海市2例。

### 2020年2月上旬
2月1日，通報新增确诊病例13例，其中柳州市1例、梧州市1例、北海市6例、桂林市3例、防城港市1例、玉林市1例。
2月2日，通報新增确诊11病例，其中桂林2例、钦州1例、贵港4例、玉林2例、贺州2例。
2月3日通報，新增确诊16病例，其中南宁6例、柳州2例、桂林1例、北海3例、防城港1例、贵港1例、玉林1例、贺州1例。
2月4日通報，2月3日0-24时，共新增确诊12例，其中南宁5例、柳州1例、北海1例、防城港2例、钦州1例、河池2例。
2月5日通報，2月4日0-24時，共新增確診11例，其中南寧市1例、柳州市2例、桂林市2例、北海市2例、防城港市2例、欽州市1例、河池市1例。
2月6日通報，2月5日0-24时，新增确诊18例，其中南宁市2例、柳州市3例、桂林市1例、北海市2例、防城港市2例、钦州3例，贵港市2例、河池市2例、来宾市1例。广西桂林市发布关于强化疫情防控十项措施的通告，该市所有村庄、小区、单位实行封闭式管理，人员进出一律进行体温检测，并出示有效证件。该市多个小区出入须持通行门票。
2月7日通報，2月6日0-24时，新增确诊4例，其中南宁市1例、桂林市1例、百色市1例、来宾市1例。
2月8日通報，2月7日0-24时，新增确诊11例，其中南宁市1例、桂林市1例、北海市1例、防城港市1例、钦州市1例、玉林市1例、河池市4例、来宾市1例。
2月9日通報，2月8日0-24时，新增确诊12例，其中南宁市3例、北海市1例、河池市4例、来宾市4例。新增治愈出院病例1例，新增死亡病例1例。
2月10日通報，2月9日0-24时，新增确诊15例，其中南宁市2例、柳州市2例、桂林市1例、北海市2例、防城港市1例、贵港市1例、河池市2例、来宾市4例。累计报告确诊病例210例，累计出院病例18例。现有疑似病例243例，现有重症病例5例（南宁市1例、北海市1例、贵港市1例、河池市2例），危重病例9例（南宁市1例、桂林市1例、防城港市2例、玉林市1例、河池市4例），累计死亡病例1例（河池市都安县1例）。累计确诊病例中，南宁市37例、柳州市22例、桂林市30例、梧州市5例、北海市35例、防城港市17例、钦州市8例、贵港市8例、玉林市9例、百色市3例、贺州市4例、河池市21例、来宾市11例。

### 2020年2月中旬
2月11日通報，2月10日0-24时，新增5例，其中南宁市4例、北海市1例。新增治愈出院病例12例。
2月12日通報，2月11日0-24时，新增7例，其中南宁市3例、桂林市1例、北海市3例。新增治愈出院病例1例。
2月13日通報，2月12日0-24时，无新增病例。新增治愈出院病例2例（南宁市1例、柳州市1例）；新增死亡病例1例（北海市1例）。。
2月14日通報，2月13日0-24时，新增4例，其中南宁市3例、北海市1例。新增治愈出院病例2例（贵港市2例）。
2月15日通報，2月14日0-24时，新增9例，其中南宁市2例、柳州市2例、北海市3例、玉林市1例、河池市1例；新增疑似病例44例；新增治愈出院病例5例（南宁市1例、北海市3例、钦州市1例）。
2月16日通報，2月15日0-24时，新增2例，其中南宁市1例、防城港市1例；新增疑似病例49例；新增治愈出院病例6例（柳州市1例、桂林市5例）。
2月17日通報，2月16日0-24时，新增1例（於南宁市）；新增疑似病例26例；新增治愈出院病例5例（南宁市3例、北海市2例）。
2月18日通報，2月17日0-24时，新增确诊病例1例（南宁市3例、北海市1例）；新增疑似病例21例；新增治愈出院病例7例（南宁市2例、桂林市2例、北海市1例、贵港市1例、玉林市1例）。
2月19日通報，2月18日0-24时，新增2例（玉林市、河池市各1例）；新增疑似病例12例；新增治愈出院病例18例（南宁市2例、桂林市3例、北海市4例、防城港市5例、玉林市2例、百色市2例）。
2月20日通報，2月19日0-24时，增1例（於防城港市）；新增疑似病例17例；新增治愈出院病例11例（南宁市5例、柳州市2例、河池市4例）。

### 2020年2月下旬
2月21日通報，2月20日0-24时，新增1例（於河池市）；新增疑似病例15例；新增治愈出院病例8例（南宁市1例、柳州市1例、钦州市5例、贺州市1例）。
2月22日通報，2月21日0-24时，新增3病例（南宁市、桂林市、河池市各1例）；新增疑似病例6例；新增治愈出院病例4例（南宁市1例、桂林市2例、贺州市1例）。
2月23日通報，2月22日0-24时，无新增病例，新增疑似病例12例；新增治愈出院病例5例（南宁市3例、玉林市2例）。
2月24日通報，2月23日0-24时，新增2确诊病例（皆於河池市）；新增疑似病例4例；新增治愈出院病例3例（南宁市、柳州市、钦州市各1例）。
2月25日通報，2月24日0-24时，新增1確診病例（於河池市）；新增疑似病例3例；新增治愈出院病例22例（南宁市5例、桂林市6例、北海市7例、防城港市2例、贵港市1例、河池市1例）。
2月26日通報，2月25日0-24时，无新增确诊病例；新增疑似病例2例；新增治愈出院病例9例（南宁市2例、北海市3例、玉林市1例、百色市1例、贺州市2例）。
2月27日通報，2月26日0-24时，新增治愈出院病例21例（南宁市6例，柳州市3例，桂林市1例，北海市5例，贵港市1例，河池市3例，来宾市2例）。
2月28日通報，2月27日0-24时，新增治愈出院病例7例（南宁市2例，北海市3例，贵港市1例，来宾市1例）。
2月29日通報，2月28日0-24时，新增治愈出院病例6例（南宁市2例，北海市1例，防城港市2例，来宾市1例）。

### 2020年3月上旬
3月1日通報，2月29日0-24时，新增治愈出院病例7例（南宁市4例，柳州市1例，桂林市2例）。
3月2日通報，3月1日0-24时，新增治愈出院病例9例（南宁市2例，桂林市1例，北海市2例，贵港市2例，河池市2例））。
3月3日通報，3月2日0-24时，新增治愈出院病例14例（南宁市2例，柳州市1例，桂林市1例，北海市2例，钦州市1例，玉林市4例，河池市3例）。
3月4日通報，3月3日0-24时，新增治愈出院病例8例（柳州市2例，桂林市2例，防城港市2例，河池市2例）。
3月5日通報，3月4日0-24时，新增治愈出院病例3例（桂林市1例，北海市1例，河池市1例）。
3月6日通報，3月5日0-24时，新增治愈出院病例4例（柳州市1例，来宾市3例）。

### 2020年3月中下旬
3月17日通報，3月16日新增境外输入确诊病例1例，为意大利返回的广西籍学生，进入广西后立即被集中隔离。
3月20日通報，3月19日新增境外输入确诊病例1例，为法国输入病例。

### 2020年4月
4月20日，广西新冠肺炎疫情防控指挥部发布通知，要求所有境外返桂来桂人员一律实行“14天集中隔离医学观察+14天居家隔离医学观察+2次核酸检测+1次血清抗体检测”的管控措施。

### 2020年7月
7月16日，广西新增境外输入确诊病例1例，印度籍，为入境外籍货轮船员检疫中发现。

### 2020年9月
9月3日，广西新增2例境外输入确诊病例，均为中国籍，为入境国际航班检疫中发现。
9月12日，广西新增1例境外输入确诊病例，中国籍，为入境国际航班检疫中发现。
9月23日，广西新增1例境外输入确诊病例（中国籍，为入境国际航班检疫中发现）。

### 2020年10月
10月3日，广西新增境外输入确诊病例1例，为9月30日报告的无症状感染者转为确诊病例。

### 2020年11月
11月18日，广西新增2例境外输入确诊病例（均为中国籍，为入境国际航班检疫中发现）。
11月21日，广西新增1例境外输入确诊病例（中国籍，为入境国际航班检疫中发现）。

### 2020年12月
12月8日0至24时，广西新增1例境外输入确诊病例（菲律宾籍，为入境国际船舶检疫中发现）。

### 2021年1月
1月13日，广西新增1例境外输入确诊病例。
1月14日，南宁市发现1例新冠肺炎阳性病例。
1月20日，广西新增1例境外输入确诊病例。

### 2021年4月
4月10日，广西新增3例境外输入确诊病例。
4月30日，广西新增境外输入确诊病例1例。

### 2021年5月
5月1日，广西新增境外输入确诊病例3例。
5月4日，广西新增境外输入确诊病例1例。
5月中旬，广西通报，已有5名中国公民在越南隔离场所感染了印度流行的变异株。
5月25日，南宁市卫生健康委员会通报，5月24日，南宁市在对协查重点人员进行排查及核酸检测中，发现核酸阳性人员1例。

### 2021年7月
7月3日，广西1例境外输入无症状感染者转为确诊病例。
7月10日，广西新增隔离医学观察境外输入确诊病例1例。

### 2021年8月
8月11日，广西新增境外输入确诊病例3例。
8月12日，广西新增境外输入确诊病例7例（其中1例为昨日境外输入无症状感染者转归）。
8月16日，广西新增境外输入确诊病例2例。
8月31日，广西新增境外输入确诊病例1例。

### 2021年9月
9月5日，广西新增1例境外输入确诊病例和1例境外输入无症状感染者。
9月9日，广西新增境外输入确诊病例1例。
9月18日，广西新增境外输入确诊病例3例。
9月19日，广西新增境外输入确诊病例2例。
9月24日，广西新增境外输入确诊病例1例，另據當天广西宁明县新冠肺炎疫情防控指挥部發佈的消息，一名从越南偷渡到爱店镇的越南籍人员核酸检测呈阳性。

### 2021年10月
10月3日，广西新增境外输入确诊病例1例。
10月5日，广西新增境外输入确诊病例2例。
10月8日，广西新增隔离医学观察境外输入确诊病例3例。
10月9日，广西新增隔离医学观察境外输入确诊病例1例。
10月10日，广西新增隔离医学观察境外输入确诊病例1例。
10月12日，广西新增境外输入确诊病例8例，新增境外输入无症状感染者1例。
10月13日，广西新增境外输入确诊病例2例、境外输入无症状感染者4例。
10月14日，广西新增境外输入确诊病例1例。
10月16日，广西新增境外输入确诊病例3例、境外输入无症状感染者2例。
10月21日，广西新增境外输入确诊病例3例。
10月22日，广西新增境外输入确诊病例2例、境外输入无症状感染者2例。
10月23日，广西新增境外输入确诊病例1例、境外输入无症状感染者3例。
10月24日，广西新增境外输入确诊病例1例。
10月25日，广西新增境外输入确诊病例2例。
10月26日，广西新增境外输入确诊病例1例、境外输入无症状感染者1例。
10月27日，广西新增境外输入确诊病例1例、境外输入无症状感染者2例。
10月28日，广西新增境外输入确诊病例3例（含1例境外输入无症状感染者转为境外输入确诊病例）。
10月29日，广西新增境外输入确诊病例1例（境外输入无症状感染者转为境外输入确诊病例）。
10月30日，广西新增境外输入确诊病例3例（含1例境外输入无症状感染者转为境外输入确诊病例）。
10月31日，广西新增1例境外输入确诊病例（境外输入无症状感染者转为境外输入确诊病例）、1例境外输入无症状感染者。

### 2021年11月
11月1日，广西新增1例境外输入确诊病例、1例境外输入无症状感染者。
11月2日，广西新增1例境外输入确诊病例、1例境外输入无症状感染者。
11月3日，广西新增5例境外输入确诊病例、3例境外输入无症状感染者。
11月4日，广西新增3例境外输入确诊病例。
11月6日，广西新增1例境外输入确诊病例。
11月7日，广西新增1例境外输入确诊病例。
11月8日，广西新增4例境外输入确诊病例（其中1例为无症状转确诊），1例境外输入无症状感染者。
11月9日，广西新增3例境外输入确诊病例（其中1例为无症状转确诊）。
11月10日，广西新增1例境外输入确诊病例。
11月12日，广西新增1例境外输入确诊病例。
11月13日，广西新增1例境外输入确诊病例，1例境外输入无症状感染者。
11月17日，广西新增境外输入病例4例（其中1例为无症状转确诊）。
11月17日，凭祥市人民法院公开开庭审理并宣判曹某妨害国境卫生检疫罪一案，对其判处有期徒刑2年，缓刑3年，并处罚金人民币20万元。法院审理查明，2021年4月被告人曹某一行5人从广西凭祥市友谊关口岸出境至越南，在越南安沛省如月2号宾馆隔离期满后，曹某5人先后到越南安沛省、永福省、莱州省等地考察，期间曹某自感身体不适，有发烧、感冒症状，便委托陪同考察的越南工作人员购买感冒药，自行服用后体温恢复正常，其后也得知其入住隔离酒店有数名印度籍人员及酒店服务员确诊。4月28日，曹某通过广西凭祥友谊关口岸从越南返回中国境内，在入境口岸未如实填报健康申明卡，隐瞒其在入境越南后隔离期间所入住酒店存在多例确诊病例、其出现发热等病例相关临床表现等事实，且在酒店集中隔离观察时违反隔离防疫要求，私自离开隔离房间与朋友接触。
11月18日，广西新增境外输入确诊病例、境外输入无症状感染者各1例。
11月19日，广西新增境外输入确诊病例5例、境外输入无症状感染者1例。
11月20日，广西新增境外输入确诊病例1例、境外输入无症状感染者1例。
11月21日，广西新增境外输入确诊病例6例（含1例无症状感染者转确诊病例）、境外输入无症状感染者1例。
11月22日，广西新增境外输入确诊病例2例、境外输入无症状感染者4例。
11月23日，广西新增境外输入确诊病例5例、境外输入无症状感染者2例。
11月24日，广西新增境外输入确诊病例4例、境外输入无症状感染者1例。
11月25日，广西新增境外输入确诊病例1例、境外输入无症状感染者1例。
11月26日，广西新增境外输入确诊病例2例(含1例无症状感染者转确诊病例）。
11月27日，广西新增境外输入确诊病例2例。
11月28日，广西新增境外输入确诊病例1例、境外输入无症状感染者3例。
11月29日，广西新增境外输入确诊病例4例、境外输入无症状感染者3例。
11月30日，广西新增境外输入确诊病例1例、境外输入无症状感染者1例。

### 2021年12月
12月1日，广西新增境外输入确诊病例8例，解除境外输入确诊病例2例。
12月2日，广西新增境外输入确诊病例4例。
12月3日，广西新增境外输入确诊病例3例。
12月4日，广西新增境外输入确诊病例1例，境外输入无症状感染者1例。
12月5日，广西新增境外输入确诊病例9例，境外输入无症状感染者4例。
12月6日，广西新增境外输入确诊病例13例，境外输入无症状感染者2例。
12月7日，广西新增境外输入确诊病例8例，其中1例为境外输入无症状感染者转归为确诊病例。
12月8日，广西新增本土无症状感染者1例，新增境外输入确诊病例9例，境外输入无症状感染者3例。
12月9日，广西新增境外输入确诊病例7例，境外输入无症状感染者4例。
12月10日，广西新增境外输入确诊病例15例，其中4例由境外输入无症状转归为确诊病例。新增境外输入无症状感染者3例。
12月11日，广西新增境外输入确诊病例8例，境外输入无症状感染者6例。
12月12日，广西新增境外输入确诊病例4例，境外输入无症状感染者1例。
12月13日，广西新增境外输入确诊病例7例（含1例无症状感染者转确诊），境外输入无症状感染者2例。
12月14日，广西新增境外输入确诊病例2例、境外输入无症状感染者6例。
12月16日，广西新增境外输入确诊病例7例，境外输入无症状感染者5例。
12月17日，广西新增境外输入确诊病例10例、境外输入无症状感染者3例。
12月18日，广西新增境外输入确诊病例7例、境外输入无症状感染者3例。
12月19日，广西新增境外输入确诊病例14例、境外输入无症状感染者5例。
12月20日，广西新增境外输入确诊病例3例、境外输入无症状感染者8例。
12月21日，东兴市发现1例本地居民新冠肺炎阳性感染者，经专家组诊断为新冠肺炎本土确诊病例（轻型）。当地中小学、幼儿园、校外培训机构、职校等线下教学活动停止，公共交通全部停运，东兴口岸（含边民互市贸易区）人员、货物通关暂停。另外广西新增境外输入确诊病例6例（含1例无症状转确诊）、境外输入无症状感染者5例。
12月22日8时起，东兴市实行居家隔离管理，除保供应的超市、农贸市场、医院、药店外，其他经营场所一律停业。当日广西新增本土确诊病例4例，新增境外输入确诊病例3例、境外输入无症状感染者5例。
12月23日，广西新增本土确诊病例1例，新增境外输入确诊病例3例、境外输入无症状感染者3例。
12月24日，广西新增本土确诊病例5例，新增本土无症状感染者4例。新增境外输入确诊病例5例、境外输入无症状感染者4例。东兴市江平镇万尾村调整为高风险地区。
12月25日0时至12月26日凌晨2时，广西新增本土确诊病例2例，新增境外输入确诊病例5例（含2例无症状转确诊）、境外输入无症状感染者6例。
12月26日，广西新增本土确诊病例2例，另有5例本土无症状感染者转为确诊病例；新增境外输入确诊病例1例，另有11例境外输入无症状感染者转为确诊病例，新增境外输入无症状感染者6例。
12月27日，广西新增境外输入确诊病例6例，新增境外输入无症状感染者3例。
12月28日，广西新增境外输入确诊病例6例，新增境外输入无症状感染者1例。
12月29日，广西新增本土确诊病例1例，新增境外输入确诊病例4例，新增境外输入无症状感染者2例。
12月30日，广西新增境外输入确诊病例3例，新增境外输入无症状感染者3例。
12月31日，广西新增境外输入确诊病例8例，另有1例境外输入无症状感染者转为确诊病例。

### 2022年1月
1月1日，广西新增境外输入确诊病例8例。
1月2日，广西新增境外输入确诊病例7例（其中3例为无症状感染者转确诊病例）。
1月3日，广西新增境外输入确诊病例4例，新增境外输入无症状感染者5例。
1月5日，广西新增境外输入确诊病例2例，新增境外输入无症状感染者4例。
1月6日，广西新增境外输入确诊病例4例，新增境外输入无症状感染者1例。
1月7日，广西新增境外输入确诊病例6例（其中1例为无症状感染者转确诊病例），新增境外输入无症状感染者7例。
1月8日，广西新增境外输入确诊病例3例，新增境外输入无症状感染者9例。
1月9日，广西新增境外输入确诊病例3例，新增境外输入无症状感染者2例。
1月12日，广西新增境外输入确诊病例2例，新增境外输入无症状感染者4例。
1月13日，广西新增境外输入确诊病例4例（其中1例由无症状感染者订正为确诊病例）。
1月15日，广西新增境外输入确诊病例2例，境外输入无症状感染者4例。
1月16日，广西新增本土确诊病例1例，新增境外输入确诊病例3例，境外输入无症状感染者5例。
1月17日，广西新增境外输入确诊病例1例（为无症状感染者转确诊病例），境外输入无症状感染者4例。
1月18日，广西新增境外输入确诊病例2例，境外输入无症状感染者4例。
1月20日，广西新增境外输入确诊病例1例、境外输入无症状感染者1例。
1月21日，广西新增境外输入确诊病例2例。
1月22日，广西新增境外输入确诊病例1例（为无症状感染者转确诊病例），新增境外输入无症状感染者3例。
1月23日，广西新增境外输入确诊病例1例（为无症状感染者转确诊病例），新增境外输入无症状感染者1例。
1月24日，广西新增境外输入确诊病例5例（其中2例为无症状感染者转确诊病例），境外输入无症状感染者3例。
1月25日，广西新增境外输入确诊病例4例（其中1例为无症状感染者转确诊病例），境外输入无症状感染者1例。
1月26日，广西新增境外输入确诊病例1例，境外输入无症状感染者3例。
1月27日，广西新增境外输入确诊病例1例，境外输入无症状感染者1例。
1月28日，广西新增境外输入确诊病例2例。
1月29日，广西新增境外输入确诊病例2例，境外输入无症状感染者3例。
1月31日，广西新增境外输入确诊病例5例、境外输入无症状感染者7例。

### 2022年2月
2月1日，广西新增境外输入确诊病例1例、境外输入无症状感染者2例。
2月4日，德保县在对返乡人员的检测中发现一名核酸检测为阳性的人员，病例自深圳市宝安区石岩街道返回。
2月5日，百色市田阳区在对德保县阳性人员密切接触者的核酸检测中，检出一例核酸初筛阳性，判定为新冠肺炎确诊病例（轻型）。当日广西新增本土确诊病例6例，日新增境外输入确诊病例1例（为无症状感染者转确诊病例）、境外输入无症状感染者1例。
2月6日，南宁市江南区在对外地市返乡人员的检测中发现一名新冠病毒核酸检测为阳性的人员。当日广西新增本土确诊病例37例、本土无症状感染者5例。新增境外输入确诊病例1例（为无症状感染者转确诊病例）、境外输入无症状感染者3例。
2月7日，广西新增本土确诊病例64例（其中4例由无症状感染者转确诊病例）、本土无症状感染者2例。新增境外输入确诊病例1例、境外输入无症状感染者7例。
2月8日，广西新增本土确诊病例72例（其中2例由无症状感染者转确诊病例），新增境外输入确诊病例5例（其中1例由无症状感染者转确诊病例）、境外输入无症状感染者4例。
2月9日，广西新增本土确诊病例7例（均为百色市），新增境外输入确诊病例1例（防城港市，由无症状感染者转确诊病例）、境外输入无症状感染者1例（崇左市）。
2月10日，广西新增本土确诊病例33例（均为百色市），新增境外输入确诊病例2例（崇左市1例，钦州市1例，均由无症状感染者转确诊病例）。
2月11日，广西新增本土确诊病例30例（均为百色市），新增境外输入确诊病例2例（崇左市1例，钦州市1例，钦州市1例由无症状感染者转确诊病例），境外输入无症状感染者5例（均为崇左市）。
2月12日，广西新增本土确诊病例13例（百色市12例，南宁市1例，南宁市1例由无症状感染者转确诊病例）；新增境外输入确诊病例5例（钦州市3例，防城港市1例，崇左市1例，崇左市1例由无症状感染者转确诊病例），境外输入无症状感染者2例（均为崇左市）。
2月13日，广西新增本土确诊病例6例（均为百色市），新增境外输入无症状感染者2例（均为崇左市）。
2月14日，广西新增本土确诊病例1例（百色市），新增境外输入确诊病例4例（崇左市2例，防城港市2例），境外输入无症状感染者9例（均为崇左市）。
2月15日，广西新增本土确诊病例2例（百色市），新增境外输入确诊病例2例（均为崇左市），境外输入无症状感染者3例（均为崇左市）。
2月16日，广西新增本土确诊病例1例（百色市），从集中隔离点密切接触者的定期检测中发现；新增境外输入确诊病例4例（崇左市3例、防城港市1例，其中崇左市1例为无症状感染者转确诊病例），境外输入无症状感染者2例（均为崇左市）。
2月17日，广西无新增本土确诊病例、无症状感染者。新增境外输入确诊病例3例（均为崇左市），境外输入无症状感染者5例（均为崇左市）。
2月18日，广西新增境外输入确诊病例2例（均为崇左市），境外输入无症状感染者3例（崇左市2例，防城港市1例）。
2月19日，广西新增境外输入确诊病例2例（均为崇左市），境外输入无症状感染者5例（均为崇左市）。
2月20日，广西新增境外输入确诊病例5例（崇左市4例，防城港市1例，防城港市1例为无症状感染者转确诊病例），境外输入无症状感染者3例（均为崇左市）。
2月22日，广西新增境外输入确诊病例2例（均为崇左市），境外输入无症状感染者9例（均为崇左市）。
2月23日，广西新增本土确诊病例3例（均为防城港市），新增境外输入确诊病例5例（均为崇左市），境外输入无症状感染者6例（崇左市5例，贵港市1例）。
2月24日，广西新增本土确诊病例4例（均为防城港市），新增境外输入确诊病例4例（均为崇左市），境外输入无症状感染者10例（均为崇左市）。
2月25日，广西新增本土确诊病例9例（均为防城港市），新增境外输入确诊病例7例（均为崇左市，其中4例为无症状感染者转确诊病例），境外输入无症状感染者11例（均为崇左市）。
2月26日，广西新增本土确诊病例7例（均为防城港市），新增境外输入确诊病例10例（崇左市8例，防城港市2例），境外输入无症状感染者14例（均为崇左市）。
2月27日，广西新增本土确诊病例11例（均为防城港市），新增境外输入确诊病例11例（崇左市10例，防城港市1例），境外输入无症状感染者11例（均为崇左市）。
2月28日，广西新增本土确诊病例6例（均为防城港市），新增境外输入确诊病例8例（均为崇左市，其中2例为无症状感染者转确诊病例），境外输入无症状感染者22例（均为崇左市）。

### 2022年3月
3月1日，广西新增本土确诊病例2例（均为防城港市），本土无症状感染者8例（均为防城港市）。新增境外输入确诊病例3例（均为崇左市），境外输入无症状感染者20例（均为崇左市）。
3月2日，广西新增本土确诊病例2例（均为防城港，均为无症状感染者转确诊），本土无症状感染者6例（均为防城港市）。新增境外输入确诊病例8例（均为崇左市，其中1例为无症状感染者转确诊），境外输入无症状感染者17例（均为崇左市）。
3月3日，广西新增本土确诊病例3例（均为防城港，其中2例均为无症状感染者转确诊），本土无症状感染者5例（均为防城港市）。新增境外输入确诊病例26例（均为崇左市），境外输入无症状感染者9例（均为崇左市）。
3月4日，广西新增本土确诊病例3例（防城港市，为无症状感染者转确诊），本土无症状感染者4例（防城港市3例，百色市1例）。新增境外输入确诊病例12例（崇左市，含2例无症状感染者转确诊），境外输入无症状感染者5例（崇左市）。
3月5日，广西新增本土确诊病例5例（百色市），本土无症状感染者7例（防城港市6例，百色市1例）。新增境外输入确诊病例17例（崇左市，含1例无症状感染者转确诊），境外输入无症状感染者10例（崇左市）。
3月6日，广西新增本土确诊病例1例（防城港市），本土无症状感染者10例（防城港市2例，百色市7例，崇左市1例）。新增境外输入确诊病例4例（崇左市），境外输入无症状感染者5例（崇左市）。
3月7日，广西新增本土确诊病例1例（崇左市，为无症状感染者转确诊病例），本土无症状感染者3例（防城港市2例，百色市1例）。新增境外输入确诊病例17例（崇左市16例，含3例无症状感染者转确诊病例，柳州市1例），境外输入无症状感染者4例（崇左市）。
3月8日，广西新增本土无症状感染者4例（防城港市2例，百色市1例，崇左市1例）。新增境外输入确诊病例6例（崇左市），境外输入无症状感染者3例（崇左市2例，钦州市1例）。
3月9日，广西新增本土无症状感染者1例（防城港市）。新增境外输入确诊病例12例（南宁市1例，崇左市11例），境外输入无症状感染者5例（均为崇左市）。
3月10日，广西新增本土无症状感染者6例（防城港市5例，百色市1例），新增境外输入确诊病例9例（均为崇左市），境外输入无症状感染者11例（均为崇左市）。
3月11日，广西新增本土无症状感染者5例（防城港市3例，崇左市2例），新增境外输入确诊病例10例（均为崇左市，其中1例为无症状感染者转确诊病例），境外输入无症状感染者14例（均为崇左市）。
3月12日，广西新增本土无症状感染者9例（崇左市4例，柳州市3例，防城港市2例）。新增境外输入确诊病例4例（均为崇左市），境外输入无症状感染者3例（崇左市2例，钦州市1例）。
3月13日，广西新增本土确诊病例3例（均为钦州市），新增本土无症状感染者14例（崇左市10例，防城港市3例，柳州市1例），新增境外输入确诊病例8例（均为崇左市），境外输入无症状感染者15例（均为崇左市）。
3月14日，广西新增本土确诊病例4例（均为钦州市），新增本土无症状感染者19例（崇左市11例，防城港市3例，钦州市5例），新增境外输入确诊病例17例（崇左市16例，钦州市1例无症状感染者转为确诊病例），境外输入无症状感染者13例（崇左市12例，防城港市1例）。
3月15日，广西新增本土确诊病例5例（钦州市4例，南宁市1例），新增本土无症状感染者20例（崇左市10例，防城港市1例，钦州市6例，北海市2例，百色市1例）。新增境外输入确诊病例24例（均在崇左市，含2例无症状感染者转为确诊病例），境外输入无症状感染者6例（均在崇左市）。
3月16日，广西新增本土确诊病例7例（均在钦州市），新增本土无症状感染者23例（钦州市11例，崇左市10例，防城港市1例，柳州市1例）。新增境外输入确诊病例5例（均为崇左市，其中2例由无症状感染者转为确诊病例），境外输入无症状感染者15例（崇左市11例，防城港市2例，北海市2例）。
3月17日，广西新增本土确诊病例2例（南宁市1例，桂林市1例），新增本土无症状感染者20例（钦州市10例，崇左市5例，防城港市2例，百色市2例，北海市1例）；新增境外输入确诊病例12例（均在崇左市），境外输入无症状感染者17例（崇左市16例，钦州市1例）。
3月18日，广西新增本土确诊病例2例（南宁市1例；钦州市1例，为无症状感染者转确诊病例），新增本土无症状感染者17例（钦州市10例，防城港市5例，崇左市2例）。新增境外输入确诊病例2例（均在崇左市），境外输入无症状感染者12例（均在崇左市）。
3月19日，广西新增本土无症状感染者24例（钦州市14例，崇左市5例，防城港4例，北海市1例）。新增境外输入确诊病例8例（均在崇左市，其中1例为无症状感染者转确诊病例），境外输入无症状感染者11例（均在崇左市）。
3月20日，广西新增本土无症状感染者21例（钦州市13例，崇左市4例，防城港4例），新增境外输入确诊病例15例（崇左市14例，北海市1例），境外输入无症状感染者29例（均在崇左市）。
3月21日，广西新增本土无症状感染者18例（钦州市12例，崇左市2例，防城港市2例，南宁市1例，桂林市1例）。新增境外输入确诊病例9例（均在崇左市），境外输入无症状感染者13例（均在崇左市）。
3月22日，广西新增本土无症状感染者7例（崇左市3例，防城港市2例，钦州市2例）。新增境外输入确诊病例12例（崇左市11例，钦州市1例），境外输入无症状感染者12例（均在崇左市）。
3月23日，广西新增本土无症状感染者8例（防城港市6例，桂林市2例）。
3月24日，广西新增本土无症状感染者17例（防城港市12例，贵港市2例，钦州市2例，崇左市1例），新增境外输入确诊病例23例（崇左市22例，钦州市1例），新增境外输入无症状感染者24例（均在崇左市）。
3月25日，广西新增本土无症状感染者10例（防城港市7例，百色市2例，桂林市1例），新增境外输入确诊病例7例（均在崇左市，其中1例为无症状感染者转确诊病例），新增境外输入无症状感染者17例（均在崇左市）。
3月26日，广西新增本土无症状感染者11例（防城港市8例，崇左市2例，百色市1例）。新增境外输入确诊病例7例（均在崇左市），新增境外输入无症状感染者27例（崇左市23例、百色市4例）。
3月27日，广西新增本土确诊病例1例（桂林市），新增本土无症状感染者12例（防城港市9例，桂林市2例，崇左市1例）；新增境外输入确诊病例14例（均在崇左市），新增境外输入无症状感染者54例（均在崇左市）。
3月28日，广西新增本土无症状感染者10例（防城港市6例，北海市2例，百色市2例），新增境外输入确诊病例15例（崇左市11例，百色市4例，其中百色市4例均为无症状感染者转确诊病例），新增境外输入无症状感染者23例（均在崇左市）。
3月29日，广西新增本土无症状感染者13例（百色市9例，防城港市3例，崇左市1例），新增境外输入确诊病例9例（均在崇左市），新增境外输入无症状感染者20例（均在崇左市）。
3月30日，广西新增本土无症状感染者11例（防城港市6例，百色市3例，南宁市2例），新增境外输入确诊病例8例（均在崇左市），新增境外输入无症状感染者6例（崇左市5例，百色市1例）。
3月31日，广西新增本土无症状感染者16例（百色市14例，防城港市2例）。新增境外输入确诊病例2例（均在崇左市），新增境外输入无症状感染者21例（均在崇左市）。

### 2022年4月
4月1日，新增本土无症状感染者6例（百色市2例，防城港市2例，南宁市1例，北海市1例），新增境外输入确诊病例2例（均在崇左市），新增境外输入无症状感染者5例（均在崇左市）。
4月2日，新增本土确诊病例1例（玉林市），新增本土无症状感染者3例（桂林市2例，百色市1例）。新增境外输入确诊病例2例（均在崇左市），新增境外输入无症状感染者18例（均在崇左市）。
4月3日，无新增本土确诊病例和本土无症状感染者。新增境外输入确诊病例1例（崇左市），新增境外输入无症状感染者10例（均在崇左市）。
4月4日，广西新增本土确诊病例2例（均在百色市）。新增境外输入确诊病例5例（均在崇左市，其中1例为无症状感染者转确诊病例），新增境外输入无症状感染者33例（均在崇左市）。
4月5日，广西新增本土无症状感染者2例（防城港市1例，百色市1例）。新增境外输入确诊病例4例（均在崇左市，其中2例为无症状感染者转确诊病例），新增境外输入无症状感染者16例（均在崇左市）。
4月6日，广西新增本土无症状感染者8例（崇左市4例，防城港市2例，百色市2例）。新增境外输入无症状感染者29例（崇左市28例，百色市1例）。
4月7日，广西新增本土确诊病例2例（均在百色市，均由无症状感染者转为确诊病例），无症状感染者11例（崇左市9例，防城港市1例，百色市1例）。新增境外输入确诊病例10例（均在崇左市），无症状感染者18例（均在崇左市）。
4月8日，广西新增本土无症状感染者4例（崇左市2例，防城港市2例），新增境外输入确诊病例3例（均在崇左市），无症状感染者26例（均在崇左市）。
4月9日，广西新增本土无症状感染者7例（均在防城港市），新增境外输入确诊病例5例（均在崇左市），无症状感染者10例（均在崇左市）。
4月10日，广西新增本土无症状感染者2例（防城港市1例，崇左市1例），新增境外输入确诊病例4例（均在崇左市，其中2例为无症状转确诊），无症状感染者6例（均在崇左市）。
4月11日，新增本土无症状感染者6例（防城港市5例，均在闭环管理人员中发现；崇左市1例，在隔离人员中发现），新增境外输入确诊病例5例（均在崇左市），无症状感染者39例（崇左市37例，防城港市2例）。
4月12日，广西新增本土无症状感染者71例（防城港市70例，其中63例在闭环管理人员中发现，6例在重点人员中发现，1例在隔离人员中发现；百色市1例，在重点人员中发现），新增境外输入确诊病例5例（均在崇左市，其中3例为无症状感染者转确诊病例），新增境外输入无症状感染者24例（均在崇左市）。
4月13日，广西新增本土无症状感染者129例（均在防城港市，其中117例在闭环管理的人员中发现，12例在隔离人员中发现）。新增境外输入确诊病例6例（均在崇左市，为入境人员全程闭环管理），新增境外输入无症状感染者32例（崇左市30例，为入境人员全程闭环管理；北海市2例，为外籍船员入境就医全程闭环管理）。
4月14日，广西新增本土无症状感染者136例（均在防城港市，其中120例在闭环管理的人员中发现，13例在隔离人员中发现，3例在重点人员中发现）。新增境外输入确诊病例3例（均在崇左市，其中1例由无症状感染者转确诊病例），新增境外输入无症状感染者7例（均在崇左市）。
4月15日，广西新增本土无症状感染者55例（均在防城港市，其中32例在闭环管理的人员中发现，21例在隔离人员中发现，2例在重点人员中发现）。新增境外输入确诊病例2例（均在崇左市，其中1例由无症状感染者转确诊病例），新增境外输入无症状感染者17例（均在崇左市）。
4月16日，广西新增本土无症状感染者17例（均在防城港市，其中14例在隔离人员中发现，2例在重点人员中发现，1例在闭环管理的人员中发现）。新增境外输入确诊病例12例（均在崇左市，其中1例由无症状感染者转确诊病例），新增境外输入无症状感染者44例（均在崇左市）。
4月17日，广西新增本土无症状感染者16例（防城港市15例，百色市1例）。新增境外输入确诊病例1例（崇左市），新增境外输入无症状感染者16例（崇左市15例，防城港市1例）。
4月18日，广西新增本土无症状感染者15例（防城港市14例，崇左市1例）。新增境外输入确诊病例5例（均在崇左市），新增境外输入无症状感染者45例（均在崇左市）。
4月19日，广西新增本土无症状感染者6例（均在防城港市东兴市）。新增境外输入无症状感染者35例（均在崇左市）。
4月20日，广西新增本土无症状感染者6例（其中防城港市5例，南宁市1例）。新增境外输入确诊病例5例（均在崇左市，其中1例为无症状感染者订正为确诊病例），新增境外输入无症状感染者13例（均在崇左市）。
4月21日，广西新增本土无症状感染者6例（防城港市，均在集中隔离人员中发现）。新增境外输入确诊病例2例（均在崇左市，均为无症状感染者转确诊病例），新增境外输入无症状感染者26例（均在崇左市）。
4月22日，广西新增本土无症状感染者2例（防城港市，均在集中隔离人员中发现）。新增境外输入无症状感染者2例（均在崇左市）。
4月23日，广西新增本土无症状感染者2例（防城港市，均在集中隔离人员中发现）。新增境外输入确诊病例4例（均在崇左市），新增境外输入无症状感染者5例（均在崇左市）。
4月24日，广西新增本土无症状感染者1例（防城港市，在集中隔离人员中发现）。新增境外输入确诊病例1例（崇左市，为无症状转确诊），新增境外输入无症状感染者20例（均在崇左市）。
4月25日，广西新增本土无症状感染者2例（防城港市，在集中隔离人员中发现）。新增境外输入确诊病例4例（崇左市，其中1例为无症状感染者转确诊病例），新增境外输入无症状感染者23例（均在崇左市）。
4月26日，广西新增本土无症状感染者2例（防城港市1例，百色市1例）。新增境外输入确诊病例2例（均在崇左市），新增境外输入无症状感染者16例（均在崇左市）。
4月27日，广西无新增本土病例。新增境外输入无症状感染者21例（均在崇左市）。
4月28日，广西新增本土确诊病例1例（北海市），无症状感染者1例（百色市）。新增境外输入确诊病例1例（崇左市），无症状感染者32例（崇左市29例，钦州市3例）。
4月29日，广西新增本土无症状感染者1例（防城港市）。新增境外输入确诊病例2例（均在崇左市），无症状感染者19例（均在崇左市）。
4月30日，广西新增境外输入确诊病例1例（崇左市），无症状感染者11例（崇左市10例，钦州市1例）。

### 2022年5月
5月1日，广西新增本土无症状感染者2例（均在防城港市）。新增境外输入确诊病例3例（均在崇左市），无症状感染者6例（均在崇左市）。
5月2日，广西新增境外输入确诊病例3例（均在崇左市），无症状感染者11例（崇左市9例，钦州市2例）。
5月3日，广西新增本土无症状感染者1例（防城港市），新增境外输入无症状感染者13例（崇左市12例，钦州市1例）。
5月4日，广西新增本土无症状感染者1例（防城港市），新增境外输入确诊病例2例（均在崇左市），无症状感染者23例（均在崇左市）。
5月7日，广西新增境外输入确诊病例1例（崇左市），无症状感染者17例（均在崇左市）。
5月8日，广西新增境外输入确诊病例1例（崇左市），无症状感染者14例（崇左市12例、钦州市2例）。
5月9日，广西新增境外输入确诊病例3例（均在崇左市），无症状感染者7例（均在崇左市）。
5月10日，广西新增本土无症状感染者3例（均在防城港市）。新增境外输入确诊病例3例（均在崇左市），无症状感染者21例（均在崇左市）。
5月11日，广西新增本土无症状感染者2例（均在防城港市）。新增境外输入确诊病例5例（均在崇左市），无症状感染者12例（均在崇左市）。
5月12日，广西新增本土无症状感染者1例（防城港市）。新增境外输入确诊病例2例（均在崇左市），无症状感染者25例（均在崇左市）。
5月13日，广西新增本土确诊病例1例（河池市）。新增境外输入确诊病例1例（崇左市），无症状感染者26例（均在崇左市）。
5月14日，广西新增本土确诊病例1例（河池市），无症状感染者2例（防城港市1例，崇左市1例）。
5月15日，广西新增本土无症状感染者1例（崇左市）。
5月17日，广西新增境外输入确诊病例1例（崇左市），无症状感染者9例（均在崇左市）。
5月19日，广西新增境外输入确诊病例2例（均在崇左市），境外输入无症状感染者17例（崇左市16例，钦州市1例）。
5月20日，广西新增境外输入确诊病例2例（均在崇左市），境外输入无症状感染者15例（崇左市13例，钦州市2例）。
5月21日，广西新增境外输入确诊病例2例（均在崇左市），境外输入无症状感染者18例（崇左市16例，钦州市2例）。
5月23日，广西新增境外输入确诊病例2例（均在崇左市），无症状感染者10例（均在崇左市）。
5月24日，广西新增境外输入确诊病例2例（均在崇左市），无症状感染者22例（崇左市19例，钦州市3例）。
5月25日，广西新增境外输入确诊病例1例（崇左市），无症状感染者16例（崇左市14例，防城港市2例）。
5月27日，广西新增境外输入确诊病例4例（均在崇左市），境外输入无症状感染者23例（均在崇左市）。
5月28日，广西新增境外输入确诊病例1例（崇左市），境外输入无症状感染者13例（均在崇左市）。
5月29日，广西新增境外输入确诊病例2例（均在崇左市），境外输入无症状感染者9例（均在崇左市）。
5月30日，广西新增境外输入确诊病例3例（均在崇左市），境外输入无症状感染者16例（均在崇左市）。
5月31日，广西新增本土无症状感染者1例（防城港市），新增境外输入确诊病例2例（均在崇左市），境外输入无症状感染者15例（崇左市14例，北海市1例）。

### 2022年6月
6月2日，广西新增本土无症状感染者9例（均在防城港东兴市）。新增境外输入确诊病例4例（均在崇左市），无症状感染者15例（均在崇左市）。当日防城港市中级人民法院、东兴海关缉私分局等多部门6月2日联合发布通告，决定在边海疫情防控期间对走私、妨害国（边）境管理、妨害传染病防治等违法犯罪行为，实行“十个一律”依法给予最严厉的打击，组织偷渡致疫情传播的最高可判死刑。
6月3日，广西新增本土无症状感染者2例（均在防城港东兴市）。新增境外输入确诊病例1例（崇左市），无症状感染者19例（均在崇左市）。
6月4日，广西新增本土无症状感染者1例（防城港东兴市）。新增境外输入确诊病例1例（崇左市），无症状感染者8例（均在崇左市）。
6月5日，广西新增本土无症状感染者2例（防城港东兴市）。新增境外输入确诊病例1例（崇左市），无症状感染者22例（均在崇左市）。
6月6日，广西新增境外输入确诊病例2例（均在崇左市），无症状感染者20例（均在崇左市）。
6月7日，广西新增境外输入确诊病例1例（崇左市），无症状感染者24例（均在崇左市）。
6月8日，广西新增本土无症状感染者1例（防城港市）；新增境外输入确诊病例2例（均在崇左市），无症状感染者17例（均在崇左市）。
6月9日，广西新增本土无症状感染者2例（均在防城港市东兴市）；新增境外输入确诊病例3例（均在崇左市），无症状感染者19例（均在崇左市）。
6月10日，广西新增本土无症状感染者6例（均在防城港东兴市）；新增境外输入无症状感染者10例（崇左市9例，钦州市1例）。
6月11日，广西新增本土无症状感染者4例（均在防城港东兴市）。
6月12日，广西新增本土无症状感染者2例（均在防城港东兴市）。
6月15日，广西新增本土无症状感染者1例（防城港东兴市）。
6月16日，广西新增本土无症状感染者1例（防城港东兴市）。
6月17日，广西新增本土无症状感染者3例（防城港东兴市）。
6月18日，广西新增本土无症状感染者1例（防城港东兴市）。
6月19日，广西新增本土无症状感染者1例（防城港东兴市）。
6月20日，广西新增本土无症状感染者2例（防城港东兴市）。
6月21日，广西新增本土无症状感染者2例（防城港东兴市）。
6月22日，广西新增本土无症状感染者3例（防城港东兴市）。
6月23日，广西新增本土无症状感染者4例（防城港东兴市）。
6月24日，广西新增本土无症状感染者2例（防城港东兴市）。
6月25日，广西新增本土无症状感染者1例（防城港东兴市）。
6月26日，广西新增本土无症状感染者2例（均在防城港东兴市）。
6月27日，广西新增本土无症状感染者3例（均在防城港东兴市）。

### 2022年7月
7月7日0-24时，广西新增本土无症状感染者2例（均在防城港东兴市）。
7月8日，广西新增本土无症状感染者1例（防城港东兴市）。
7月9日，广西新增本土无症状感染者3例（均在防城港东兴市）。
7月10日，广西新增本土无症状感染者3例（均在防城港东兴市）。
7月11日，广西新增本土无症状感染者3例（均在防城港东兴市）。
7月12日，广西新增本土无症状感染者3例（防城港东兴市2例、北海市海城区1例）。
7月13日，广西新增本土无症状感染者25例（北海市海城区18例、银海区4例、合浦县2例，南宁市宾阳县1例）。当日起北海市对主城区实行临时性管控措施，包括关闭文体休闲娱乐场所；暂停培训机构线下服务；减少人员聚集，停止聚集性活动等。
7月14日，广西新增本土无症状感染者165例（北海市海城区137例、银海区16例、合浦县6例、铁山港区2例，南宁市宾阳县2例，桂林市象山区1例，贺州市八步区1例）。
7月15日，广西新增本土无症状感染者40例（北海市32例，其中海城区18例，合浦县7例，银海区5例，铁山港区2例；南宁市6例，其中宾阳县5例，青秀区1例；崇左市扶绥县2例）。
7月16日，广西新增本土确诊病例9例（均在北海市，其中海城区7例、银海区1例、合浦县1例），含3例无症状感染者转为确诊病例（均在北海市海城区），新增本土无症状感染者235例（北海市232例，其中海城区173例、银海区49例、合浦县10例；南宁市西乡塘区2例；崇左市龙州县1例）。
7月17日，广西新增本土确诊病例59例（均在北海市，其中海城区41例、银海区12例、合浦县5例、铁山港区1例），含31例无症状感染者转为确诊病例（均在北海市），无症状感染者53例（北海市51例，其中海城区28例、银海区13例、合浦县8例、铁山港区2例；南宁市宾阳县1例；钦州市浦北县1例）。
7月18日，广西新增本土确诊病例134例（均在北海市，其中海城区91例、银海区28例、铁山港区9例、合浦县6例），含49例无症状感染者转为确诊病例（均在北海市），无症状感染者109例（北海市104例，其中海城区57例、银海区32例、合浦县14例、铁山港区1例；防城港东兴市2例；南宁市青秀区1例；柳州市柳江区1例；钦州市浦北县1例）。新增境外输入确诊病例1例（防城港市，为无症状感染者转为确诊病例），境外输入无症状感染者4例（均在崇左市）。
7月19日，广西新增本土确诊病例21例（均在北海市，其中海城区20例、合浦县1例），无症状感染者256例（北海市250例，其中海城区160例、银海区63例、合浦县19例、铁山港区8例；防城港东兴市3例；南宁市2例，其中青秀区1例、经济技术开发区1例；崇左凭祥市1例）。
7月20日，广西新增本土确诊病例52例（均在北海市，其中海城区42例、银海区10例），含39例无症状感染者转为确诊病例（均在北海市）；无症状感染者135例（北海市131例，其中海城区101例、银海区27例、合浦县2例、铁山港区1例；防城港市4例，其中东兴市2例，防城区2例）。新增境外输入确诊病例2例（均在北海市）。
7月21日，广西新增本土确诊病例21例（北海市20例，其中海城区17例、银海区3例，南宁市青秀区1例），含2例无症状感染者转为确诊病例（北海市1例，南宁市1例）；无症状感染者132例（北海市124例，防城港市5例，南宁市1例，钦州市1例，崇左市1例）。新增境外输入确诊病例1例（防城港市，为无症状感染者转确诊病例），无症状感染者4例（均在崇左市）。
7月22日，广西新增本土确诊病例35例（均在北海市，其中海城区18例，银海区14例，合浦县3例），含10例无症状感染者订正为确诊病例（均在北海市）；无症状感染者174例（北海市167例，其中海城区128例，银海区37例，合浦县2例；防城港市5例，其中防城区3例，东兴市2例；崇左市凭祥市2例）。
7月23日，广西新增本土确诊病例23例（均在北海市，其中海城区16例，银海区6例，铁山港区1例），含9例无症状感染者订正为确诊病例（均在北海市）；无症状感染者325例（北海市320例，其中海城区264例，银海区54例，合浦县1例，铁山港区1例；防城港市5例，其中防城区3例，东兴市2例）。
7月24日，广西新增本土确诊病例22例（均在北海市，其中海城区14例，银海区7例，铁山港区1例），含4例无症状感染者订正为确诊病例（均在北海市）；本土无症状感染者210例（北海市205例，其中海城区170例，银海区29例，合浦县5例，铁山港区1例；防城港市5例，其中东兴市3例，防城区2例）。
7月25日，广西新增本土确诊病例32例（均在北海市，其中海城区25例，银海区6例，合浦县1例），含9例无症状感染者订正为确诊病例（均在北海市）；本土无症状感染者370例（北海市365例，其中海城区334例，银海区27例，合浦县3例，铁山港区1例；防城港市4例，其中防城区3例，东兴市1例；南宁市青秀区1例）。
7月26日，广西新增本土确诊病例33例（均在北海市，其中海城区27例，银海区6例），含20例无症状感染者订正为确诊病例（均在北海市）；本土无症状感染者236例（北海市234例，其中海城区216例，银海区18例；南宁市江南区1例；玉林市玉州区1例）。
7月27日，广西新增本土确诊病例32例（均在北海市海城区），含15例无症状感染者订正为确诊病例（均在北海市）；本土无症状感染者131例（北海市127例，其中海城区120例，银海区7例；崇左市宁明县4例）。
7月28日，广西新增本土确诊病例10例（均在北海市，其中海城区8例，银海区2例），含2例无症状感染者转确诊病例（均在北海市）；本土无症状感染者121例（北海市106例，其中海城区99例，银海区6例，铁山港区1例；崇左市宁明县13例；南宁市兴宁区1例；防城港东兴市1例）。
7月29日，广西新增本土确诊病例15例（均在北海市海城区），含4例无症状感染者转确诊病例（均在北海市）；本土无症状感染者87例（北海市77例，其中海城区72例，银海区4例，合浦县1例；崇左市宁明县7例；防城港市3例，其中东兴市2例，防城区1例）。
7月30日，广西新增本土确诊病例32例（北海市30例，其中海城区27例、银海区3例；百色靖西市1例；崇左市宁明县1例），含19例无症状感染者转确诊病例（北海市18例，崇左市1例）；本土无症状感染者143例（北海市76例，其中海城区75例，银海区1例；崇左市64例，其中宁明县41例，大新县23例；南宁市武鸣区1例；防城港东兴市1例；百色靖西市1例）。
7月31日，大新县境内的德天瀑布景区划为高风险区。宁明县全域实施静默管理。当日广西新增本土确诊病例9例（均在北海市，其中海城区7例、银海区2例），含6例无症状感染者转确诊病例；本土无症状感染者61例（北海市34例，其中海城区31例，银海区2例，合浦县1例；崇左市22例，其中大新县16例，凭祥市5例，宁明县1例；百色靖西市3例；防城港东兴市2例）。

### 2022年8月
8月1日，广西新增本土确诊病例9例（北海市海城区7例；崇左市2例，其中大新县1例、宁明县1例），含7例无症状感染者转确诊病例（北海市5例，崇左市2例）；本土无症状感染者96例（崇左市75例，其中宁明县47例、大新县26例、凭祥市1例、江州区1例；北海市17例，其中海城区16例、银海区1例；南宁市4例，其中武鸣区3例、兴宁区1例）。
8月2日，广西新增本土确诊病例4例（北海市海城区2例；崇左市大新县2例），含2例无症状感染者转确诊病例（均在崇左市）；本土无症状感染者74例（崇左市57例，其中宁明县39例、大新县17例、江州区1例；北海市15例，其中海城区13例、银海区2例；南宁市武鸣区1例；防城港东兴市1例）。
8月3日，广西新增本土确诊病例2例（均在北海市，其中海城区1例、银海区1例），含1例无症状感染者转确诊病例（北海市）；本土无症状感染者62例（崇左市48例，其中宁明县27例、大新县16例、凭祥市4例、江州区1例；北海市海城区12例；南宁市武鸣区1例；防城港东兴市1例）。
8月4日，广西新增本土确诊病例16例（崇左市14例，其中宁明县6例，大新县6例，凭祥市1例，江州区1例；南宁市兴宁区1例；北海市海城区1例），含13例无症状感染者转确诊病例（崇左市11例，南宁市1例，北海市1例）；本土无症状感染者34例（崇左市25例，其中宁明县13例、大新县12例；北海市海城区7例；防城港东兴市2例）。
8月5日，广西新增本土确诊病例4例（崇左市3例，其中宁明县1例，大新县1例，凭祥市1例；北海市海城区1例），含1例无症状感染者转确诊病例（崇左凭祥市）；本土无症状感染者27例（崇左市20例，其中宁明县13例、大新县6例，江州区1例；防城港东兴市4例；北海市海城区3例）。
8月6日，广西新增本土确诊病例3例（崇左市宁明县2例，北海市海城区1例），本土无症状感染者19例（崇左市14例，其中宁明县11例，大新2例，凭祥市1例；防城港东兴市4例；北海市海城区1例）。
8月7日，广西新增本土确诊病例2例（均在崇左市，其中宁明县1例，大新县1例），均由无症状感染者转确诊病例（均在崇左市），境外输入确诊病例4例（均在北海市）；本土无症状感染者10例（崇左市宁明县4例，防城港东兴市4例，北海市海城区2例），无症状感染者7例（北海市4例，崇左市2例，防城港市1例）。
8月8日，广西新增本土确诊病例1例（北海市海城区），为无症状感染者转确诊病例；本土无症状感染者25例（崇左市12例，其中宁明县9例，大新县3例；防城港市7例，其中东兴市6例，防城区1例；北海市6例，其中银海区4例，海城区2例）。新增境外输入确诊病例2例（北海市1例，防城港市1例），无症状感染者3例（均在崇左市）。
8月9日，广西新增本土确诊病例2例（崇左市宁明县），均由无症状感染者转确诊病例；本土无症状感染者11例（防城港东兴市6例；崇左市4例，其中大新县3例，宁明县1例；北海市银海区1例）。
8月10日，广西新增本土无症状感染者5例（均在防城港东兴市）。新增境外输入确诊病例4例（均在北海市），境外输入无症状感染者4例（北海市2例，崇左市2例）。
8月11日，广西新增本土无症状感染者5例（防城港东兴市3例，北海市银海区1例，崇左市宁明县1例）。新增境外输入确诊病例1例（北海市），境外输入无症状感染者1例（北海市）。
8月12日，广西新增本土确诊病例1例（崇左市宁明县），为无症状感染者转确诊病例；本土无症状感染者4例（防城港东兴市3例，崇左市宁明县1例）。
8月13日，广西新增本土确诊病例1例（崇左市宁明县），为无症状感染者转确诊病例；本土无症状感染者2例（均在崇左市宁明县）。
8月14日，广西新增本土无症状感染者3例（防城港东兴市2例，崇左市宁明县1例）。
8月15日，广西新增本土确诊病例1例（崇左市宁明县），为无症状感染者转确诊病例；本土无症状感染者1例（防城港东兴市）。
8月16日，广西新增本土无症状感染者2例（均在防城港市，其中东兴市1例，防城区1例）。
8月17日，广西新增本土无症状感染者5例（百色靖西市3例，南宁市江南区1例，防城港东兴市1例）。新增境外输入确诊病例1例（防城港市），境外输入无症状感染者5例（均在崇左市）。
8月18日，广西新增本土无症状感染者6例（百色靖西市3例，南宁市江南区1例，桂林市象山区1例，防城港东兴市1例）。新增境外输入确诊病例1例（防城港市），境外输入无症状感染者16例（均在崇左市）。
8月19日，广西新增本土无症状感染者3例（防城港东兴市2例，桂林市象山区1例）。
8月20日，广西新增本土无症状感染者4例（防城港东兴市2例，百色靖西市2例）。
8月21日，广西新增本土无症状感染者4例（防城港东兴市3例，崇左凭祥市1例）。新增境外输入确诊病例1例（防城港市），境外输入无症状感染者9例（崇左市6例，防城港市3例）。
8月22日，广西新增本土无症状感染者5例（均在防城港东兴市）。
8月23日，广西新增本土无症状感染者6例（均在防城港市，其中东兴市4例，港口区2例）。
8月24日，广西新增本土无症状感染者8例（均在防城港市，其中港口区5例，东兴市3例）。
8月25日，广西新增本土无症状感染者13例，其中南宁市江南区5例，防城港东兴市8例。新增境外输入确诊病例1例（防城港市），无症状感染者9例（崇左市8例，防城港市1例）。
8月26日，广西新增本土无症状感染者8例，均在防城港东兴市。
8月27日，广西新增本土无症状感染者8例，均在防城港东兴市。
8月28日，广西新增本土无症状感染者8例，均在防城港东兴市。
8月29日，广西新增本土无症状感染者14例，其中防城港东兴市9例，桂林市象山区4例，柳州市三江县1例。
8月30日，广西新增本土无症状感染者7例（均在防城港东兴市）。新增境外输入确诊病例1例（防城港市），境外输入无症状感染者12例（崇左市11例，防城港市1例）。
8月31日，广西新增本土无症状感染者9例（均在防城港东兴市）。

### 2022年9月
9月1日，广西新增本土无症状感染者8例（均在防城港东兴市）。
9月2日，广西新增本土无症状感染者9例（均在防城港东兴市）。
9月3日，广西新增本土无症状感染者18例（均在防城港东兴市）。
9月4日，广西新增本土无症状感染者17例（均在防城港东兴市）。
9月5日，广西新增本土确诊病例1例（梧州市长洲区），无症状感染者28例（均在防城港东兴市）。
9月6日，广西新增本土无症状感染者68例（防城港东兴市66例；梧州市2例，其中长洲区1例，万秀区1例）。
9月7日，广西新增本土确诊病例8例（均在梧州市，其中长洲区6例，万秀区2例），含2例无症状感染者转确诊病例；无症状感染者64例（均在防城港东兴市）。
9月8日起，梧州市区部分中小学、幼儿园、中职学校、校外培训机构和托管机构暂停线下教学活动，暂停线下教学活动区域包括万秀区（夏郢镇除外）、长洲区（倒水镇除外）、龙圩区（新地镇、广平镇、大坡镇除外）三城区属地学校和校外培训机构、 托管机构。同日起，万秀区、长洲区、龙圩区强化疫情防控措施，要求居民非必要不离梧，确需离梧的必须在完成三天两检后，持24小时内核酸检测阴性证明和健康码绿码方可离开；各中小学、托幼机构、培训机构暂停线下教学，高校和中职等学校实施封闭管理；暂停所有娱乐休闲场所；所有餐饮场所禁止堂食；暂停举办各类集会聚会活动；区域内人员实行“工作地—居住地”两点一线工作模式长洲区大塘街道、兴龙街道、红岭街道，万秀区角嘴街道、东兴街道、富民街道、城南街道、城北街道、龙湖镇龙湖村和城东镇思扶村、华堂村、扶典村区域人员每天进行1次核酸检测，凭24小时内核酸阴性证明出入小区和单位。当日广西新增本土确诊病例22例（防城港东兴市15例；梧州市7例，其中长洲区6例，万秀区1例）；无症状感染者77例（防城港东兴市76例，梧州市万秀区1例）。
9月9日，广西新增本土确诊病例12例（均在防城港市，其中东兴市11例，防城区1例）；无症状感染者81例（防城港市77例，其中东兴市76例，防城区1例；梧州市4例，其中长洲区3例，万秀区1例）。
9月10日，广西新增本土确诊病例3例（均在防城港市东兴市）；无症状感染者60例（防城港市东兴市54例，梧州市长洲区4例，崇左市龙州县2例）。
9月11日，广西新增本土确诊病例3例（均在防城港东兴市）；无症状感染者26例（防城港市18例，其中东兴市17例，防城区1例；梧州市长洲区5例，崇左市龙州县3例）。
9月12日，广西新增本土确诊病例2例（均在防城港东兴市）；无症状感染者39例（防城港市38例，其中东兴市23例，防城区15例；梧州市长洲区1例）。
9月13日，广西新增本土确诊病例7例（均在防城港市，其中防城区6例，东兴市1例）；本土无症状感染者51例（防城港市46例，其中防城区26例，东兴市20例；崇左市龙州县5例）。
9月14日，广西新增本土确诊病例5例（均在防城港市，其中东兴市4例，防城区1例）；本土无症状感染者55例（防城港市45例，其中东兴市29例，防城区16例；玉林市博白县5例；崇左市龙州县5例）。
9月15日起，梧州市有序恢复社会生活秩序，有序恢复线下教学。当日广西新增本土确诊病例4例（均在防城港市，其中东兴市2例，防城区2例）；本土无症状感染者51例（防城港市41例，其中防城区24例，东兴市17例；玉林市博白县8例；崇左市2例，其中龙州县1例，宁明县1例）。
9月16日，广西新增本土确诊病例4例（均在防城港市，其中东兴市2例，防城区2例）；本土无症状感染者45例（防城港市41例，其中东兴市25例，防城区16例；崇左市宁明县4例）。
9月17日，广西新增本土确诊病例1例（防城港市防城区）；本土无症状感染者28例（防城港市21例，其中防城区13例，东兴市8例；崇左市7例，其中龙州县4例，宁明县3例）。
9月18日，广西新增本土确诊病例2例（防城港东兴市）；本土无症状感染者29例（防城港市27例，其中东兴市16例，防城区11例；崇左市宁明县2例）。
9月19日，广西新增本土无症状感染者7例（均在防城港市，其中防城区6例，东兴市1例）。
9月20日，广西新增本土无症状感染者10例（防城港市5例，其中东兴市3例，防城区2例；百色市那坡县5例）。
9月21日，广西新增本土无症状感染者15例（百色市那坡县9例，防城港东兴市6例）。
9月22日，广西新增本土无症状感染者8例（百色市那坡县5例，防城港东兴市2例，崇左凭祥市1例）。
9月23日，广西新增本土无症状感染者5例（百色市那坡县3例，崇左凭祥市2例）。
9月24日，广西新增本土确诊病例1例（防城港市防城区），为无症状感染者转为确诊病例；新增本土无症状感染者2例（崇左市龙州县1例，防城港市防城区1例）。
9月25日，广西新增本土无症状感染者1例（崇左凭祥市）。
9月26日，广西新增本土无症状感染者8例（崇左市5例，其中龙州县4例，凭祥市1例；防城港东兴市3例）。
9月27日，广西新增本土无症状感染者6例，均在闭环管理人员检测中发现（防城港东兴市3例；崇左市龙州县3例）。
9月28日，广西新增本土无症状感染者8例（防城港市4例，其中东兴市3例，防城区1例；崇左市2例，其中凭祥市1例，龙州县1例；南宁市兴宁区1例；柳州市柳南区1例）。
9月29日，广西新增本土无症状感染者9例，均在隔离人员中检测发现，其中防城港东兴市（边境地区县级市）6例，防城港市防城区2例，柳州市柳南区1例。
9月30日，广西新增本土无症状感染者13例，均在抵边地区居民检测中发现，其中防城港东兴市（边境地区县级市）6例，防城港市防城区3例，崇左市凭祥市（边境地区县级市）3例，崇左市大新县（边境县）1例。

### 2022年10月
10月1日，广西新增本土无症状感染者10例，其中崇左市大新县（边境县）6例，崇左市凭祥市（边境地区县级市）1例，南宁市江南区3例。
10月2日，广西新增外省来桂无症状感染者8例，其中百色平果市2例，桂林市七星区2例，河池市金城江区1例、南宁市江南区3例。新增区内本土无症状感染者5例，其中防城港东兴市3例（边境县级市集中隔离人员），防城区1例（边境区非闭环管理重点人员筛查），崇左市大新县1例（边境县居家隔离人员）。
10月3日，广西新增区内本土无症状感染者5例，其中崇左市大新县3例（边境县），凭祥市1例（边境地区县级市）；北海市铁山港区1例。
10月4日，广西新增区内本土无症状感染者4例，其中南宁市江南区2例，防城港东兴市1例（边境地区县级市），防城区1例（边境市城区）。
10月5日，广西新增外省来桂无症状感染者7例，其中桂林市3例（秀峰区1例、灵川县1例、阳朔县1例），北海市1例（合浦县1例），玉林市1例（容县1例），贺州市1例（钟山县1例），河池市1例（南丹县1例）。新增区内本土无症状感染者2例，其中防城港市防城区1例（边境县区），东兴市1例（边境县级市）。
10月6日，广西新增外省来桂无症状感染者10例，其中桂林市4例（灵川县4例），北海市3例（海城区3例），贺州市1例（平桂区1例），河池市2例（南丹县2例）。新增外省输入关联病例1例，在贺州市平桂区。新增区内本土无症状感染者2例，均在防城港市东兴市（边境县级市）。
10月7日，广西新增外省来桂确诊病例1例（桂林市临桂区）；新增外省来桂无症状感染者8例，均在桂林市（阳朔县3例，秀峰区3例，灵川县2例）。柳州市鹿寨县报告无症状感染者1例，在协查外省阳性感染者的风险人员中发现。新增区内本土无症状感染者3例，均在防城港市东兴市（边境县级市）。
10月8日，广西新增外省来桂无症状感染者2例，其中南宁市1例（兴宁区1例），河池市1例（都安县1例）。新增区内本土无症状感染者1例，在崇左市大新县（边境县区）。
10月9日，广西新增外省来桂无症状感染者3例，其中南宁市1例（宾阳县1例），玉林市1例（容县1例），河池市1例（都安县1例）。新增区内本土无症状感染者1例，在防城港东兴市（边境县市）。
10月10日，广西新增外省来桂确诊病例3例，其中贵港市2例（港北区2例），河池市1例（都安县1例，为无症状感染者转确诊病例）。新增外省来桂无症状感染者3例，其中南宁市1例（良庆区1例），贵港市1例（港北区1例），河池市1例（都安县1例）。
10月11日，广西新增外省来桂无症状感染者1例，其中桂林市1例（七星区1例）。
10月12日，广西新增外省来桂无症状感染者1例，在河池市宜州区。新增区内本土无症状感染者1例，在崇左市大新县（边境县级市）。
10月14日，广西新增外省来桂无症状感染者1例，在玉林市玉州区。
10月15日，广西新增外省来桂无症状感染者1例，在柳州市城中区。新增本土无症状感染者2例，在南宁市兴宁区。
10月16日，广西新增外省来桂无症状感染者1例，在崇左市扶绥县。新增本土无症状感染者1例，在南宁市兴宁区。
10月17日，广西新增本土确诊病例2例，均在南宁市兴宁区。新增外省来桂无症状感染者2例，钦州市灵山县1例，玉林市容县1例。柳州市柳北区、鱼峰区各报告无症状感染者1例，在协查外省阳性感染者的风险人员中发现。新增本土无症状感染者5例，在南宁市兴宁区4例，崇左市大新县1例（边境县区）。
10月18日，广西新增本土确诊病例2例，均在南宁市兴宁区。梧州市（岑溪市6例）和玉林市（北流市3例、容县2例）报告无症状感染者11例，均在协查外省来桂阳性感染者的风险人员中发现。新增本土无症状感染者7例，均在南宁市兴宁区。
10月19日，广西新增本土确诊病例1例、本土无症状感染者5例，均在南宁市兴宁区，均为集中隔离管控人员中检测发现。梧州市（岑溪市7例）、玉林市（北流市4例、容县1例）和南宁市（江南区1例）报告无症状感染者13例，均在协查外省来桂阳性感染者的风险人员中检测发现。
10月20日，广西新增本土确诊病例1例、本土无症状感染者7例，均在南宁市兴宁区，均为集中隔离管控人员中检测发现。玉林市（北流市11例、容县4例）、柳州市（柳北区1例）和梧州市（岑溪市1例）报告无症状感染者17例，均在协查外省来桂阳性感染者的风险人员中检测发现。
10月21日，广西新增本土确诊病例1例、本土无症状感染者6例，均在南宁市兴宁区，均为集中隔离管控人员中检测发现。南宁市新增外省来桂无症状感染者1例（良庆区）；玉林市报告确诊病例3例（北流市2例、容县1例，含北流市1例、容县1例既往报告无症状感染者转为确诊病例）、无症状感染者12例（北流市8例、容县4例），均在协查外省来桂阳性感染者的风险人员中检测发现。
10月22日，广西新增本土无症状感染者6例，均在南宁市兴宁区，均为集中隔离管控人员中检测发现。玉林市北流市报告无症状感染者10例、梧州市岑溪市报告无症状感染者2例，均在协查外省来桂阳性感染者的风险人员中检测发现，均在管控人员中发现。
10月23日，广西新增本土确诊病例1例（南宁市兴宁区）、本土无症状感染者4例（南宁市兴宁区3例、青秀区1例），均为管控人员中检测发现。玉林市北流市报告无症状感染者4例、南宁市青秀区报告无症状感染者1例，均在协查外省来桂阳性感染者的风险人员中检测发现。
10月24日，广西新增本土无症状感染者1例（南宁市兴宁区），在管控人员中检测发现。南宁市良庆区报告无症状感染者2例、青秀区报告无症状感染者1例，梧州市岑溪市报告无症状感染者1例，玉林市容县报告无症状感染者1例，5例均在协查外省来桂阳性感染者的风险人员中检测发现。崇左市大新县报告无症状感染者1例，为边境县闭环管理人员中检测发现。
10月25日，广西新增本土无症状感染者3例（南宁市兴宁区），在管控人员中检测发现。南宁市良庆区报告无症状感染者1例，桂林市荔浦市报告无症状感染者3例，4例均在协查外省来桂阳性感染者及其风险人员中检测发现。
10月26日，广西新增本土无症状感染者7例（南宁市兴宁区6例、防城港市东兴市1例），在管控人员中检测发现。桂林市荔浦市报告无症状感染者1例，在协查外省来桂阳性感染者及其风险人员中检测发现。
10月27日，广西新增本土无症状感染者4例（南宁市兴宁区3例、防城港市东兴市1例），在管控人员中检测发现。玉林市北流市报告无症状感染者3例，在协查外省来桂阳性感染者及其风险人员中检测发现。
10月28日，广西新增本土无症状感染者4例（南宁市兴宁区4例），在管控人员中检测发现。玉林市北流市报告无症状感染者2例，在协查外省来桂阳性感染者及其风险人员中检测发现。
10月29日，广西新增本土无症状感染者1例（南宁市兴宁区），在管控人员中检测发现。玉林市北流市报告无症状感染者2例，在协查外省来桂阳性感染者及其风险人员中检测发现。
10月30日，广西新增本土无症状感染者2例（崇左市凭祥市1例，玉林市北流市1例），在隔离管控中检测发现。玉林市北流市报告无症状感染者1例，在协查外省来桂阳性感染者涉及的风险人员隔离管控中检测发现。

### 2022年12月
12月3日起，入住南宁市宾馆、酒店、民宿和进入旅游景区等人流密集场所人员查验72小时内核酸检测阴性证明，其余公共场所不再查验核酸阴性证明。
12月17日，賀州一陽性小學生突然翻白眼死亡。贺州卫健委回应称其突发高热惊厥离世。